# The White Shadow
The White Shadow er en britisk stumfilm fra 1923 af Graham Cutts.

## Medvirkende
- Betty Compson som Nancy Brent / Georgina Brent
- Clive Brook som Robin Field
- Henry Victor som Louis Chadwick
- A. B. Imeson som Mr. Brent
- Olaf Hytten som Herbert Barnes
- Daisy Campbell som Elizabeth Brent